# Zonsverduistering van 4 december 2021

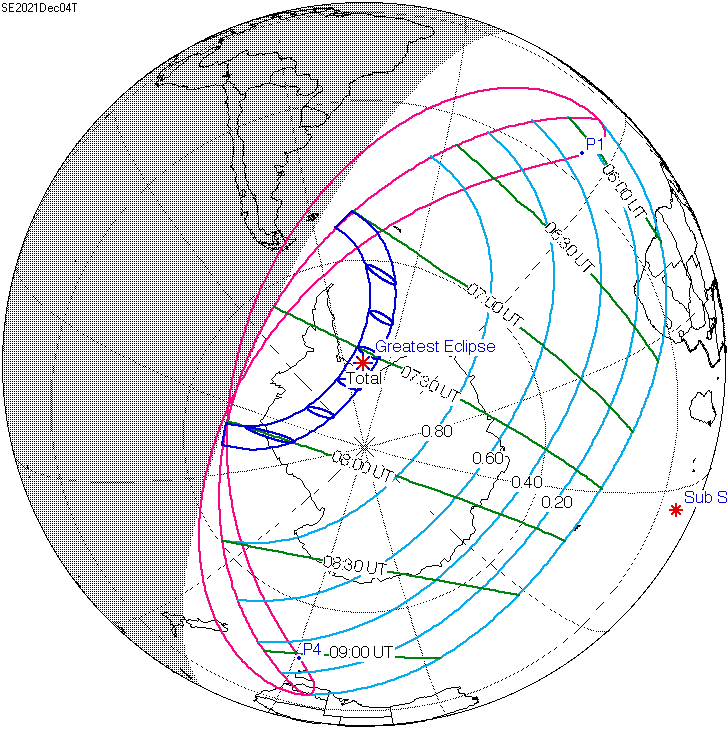
De zonsverduistering is te zien tussen de blauwe lijnen.

De totale zonsverduistering van 4 december 2021 trok veel over zee, maar was achtereenvolgens te zien op het eiland Coronation in de Zuidelijke Orkneyeilanden en op Antarctica.

## Lengte

### Maximum
Het punt met maximale totaliteit lag op zee ver van enig land op coördinatenpunt 76.7837° Zuid / 46.1619° West en duurde 1m54,4s.

### Limieten
| Fenomeen                    | Code | Tijdstip UTC  |
| --------------------------- | ---- | ------------- |
| Eerste contact bijschaduw   | P1   | 05:29:11.3 UT |
| Eerste contact kernschaduw  | U1   | 07:00:01.0 UT |
| Kernschaduw compleet vanaf  | U2   | 07:05:48.9 UT |
| Bijschaduw compleet vanaf   | P2   | Niet          |
| Maximum eclips              | GE   | 07:33:22.5 UT |
| Bijschaduw compleet t/m     | P3   | Niet          |
| Kernschaduw compleet t/m    | U3   | 08:00:40.9 UT |
| Laatste contact kernschaduw | U4   | 08:06:29.2 UT |
| Laatste contact bijschaduw  | P4   | 09:37:23.9 UT |